# アーネスト・グリーンヒル (初代グリーンヒル男爵)
初代グリーンヒル男爵アーネスト・グリーンヒル（英語: Ernest Greenhill, 1st Baron Greenhill OBE、1887年4月23日 – 1967年2月18日）は、イギリスの政治家、貴族。

## 生涯
モーリス・グリーンヒル（Maurice Greenhill）の息子として生まれた。
1914年、アイダ・グッドマン（Ida Goodman、1985年没、マーク・グッドマンの娘）と結婚した。
- スタンリー（1917年7月17日 – 1989年9月28日） - 第2代グリーンヒル男爵
- マルコム（1924年5月5日 – ） - 第3代グリーンヒル男爵

グラスゴー・コーポレーションの一員であり、同市の会計長官（city treasurer）を務めた。
1947年新年叙勲で大英帝国勲章オフィサーを授与され、1950年国王誕生記念叙勲で連合王国貴族であるグラスゴー市におけるタウンヘッドのグリーンヒル男爵に叙された。貴族院では1950年11月30日に処女演説をした。
1967年2月18日に死去、息子スタンリーが爵位を継承した。